# Alberese (przystanek kolejowy)
Alberese (wł. Stazione di Alberese) – przystanek kolejowy w Alberese (część gminy Grosseto), w prowincji Grosseto, w regionie Toskania, we Włoszech. Znajduje się na linii Piza – Rzym. Przystanek kolejowy znajduje się w sercu Parku Przyrody Maremma, niedaleko węzła Alberese wzdłuż Via Aurelia.

## Połączenia
Stacja jest obsługiwana przez pociągi regionalne w kierunku Grosseto, Roma Termini, Orbetello, Florencji czy Pizy.

## Linie kolejowe
- Piza – Rzym